# Aplomya distans
Aplomya distans är en tvåvingeart som först beskrevs av Villeneuve 1916.  Aplomya distans ingår i släktet Aplomya och familjen parasitflugor. Inga underarter finns listade i Catalogue of Life.